# Salinas Yacht Club
El Salinas Yacht Club es un club náutico ubicado en Salinas, provincia de Santa Elena (Ecuador). 

## Historia
Fue fundado el 20 de octubre de 1940 con el nombre de Salinas Yacht Golf & Tennis Club. Los socios fundadores consiguieron dos donaciones de terrenos para el club: una de 5.820 m² por parte del gobierno nacional y otra de 950 m² por parte del municipio de Salinas, y en enero del año 1942 inauguraron en ellos la sede social del club.

## Flotas
La primera flota del club fue la de la clase Lightning, que organizó el primer campeonato mundial realizado en Ecuador, el Campeonato del Mundo de Lightning, en 1975. Posteriormente se crearon las flotas de Sunfish y Laser, y a continuación las de veleros oceánicos y Optimist. 

## Deportistas
Sus regatistas han ganado los siguientes títulos mundiales, continentales y sudamericanos:
- Campeonatos Mundiales
  - Laser 4.7 (2009)
  - Sunfish (2010)
- Campeonatos Mundiales Juveniles
  - Lightning (1996 y 2010)
- Campeonatos del Hemisferio Occidental
  - Snipe (2016)
- Campeonatos Sudamericanos
  - Lightning (1964, 1979, 1987, 1992, 1996, 2000 y 2006)
  - Sunfish (1979)
  - Laser (1980)
  - Laser 4.7 (2010)
  - Optimist (2004 y 2006)
- Campeonatos Sudamericanos por equipos
  - Optimist (2006)

Destacan los regatistas Édgar Andrés Diminich Orellana y Jonathan David Martinetti Mawyin. Los dos han sido terceros en el mundial por equipos de Optimist (Édgar en 2004 y Jonathan en 2005), campeones sudamericanos de Optimist (Édgar en 2004 y Jonathan en 2006), pero, además, Édgar fue tercero en el mundial de Optimist en 2006, subcampeón del mundo de Sunfish en 2016 y campeón del Hemisferio Occidental y Oriente de Snipe en 2016, mientras que Jonathan fue tercero otra vez en el mundial por equipos de Optimist en 2007 y campeón del mundo de Laser 4.7 en 2009, campeón del mundo de Sunfish en 2010, campeón del mundo juvenil de Lightning en 2010 y campeón sudamericano de Laser 4.7 en 2010